# 筒鞘单极虫
筒鞘单极虫（学名：Thelohanellus tintinus）为单极科单极虫属的动物。在中国，分布于广东等，营寄生生活，寄生在斑鳢的体表。